# زمین‌لرزه ۱۹۴۱ مکزیک
زمین‌لرزه مکزیک  در تاریخ ۱۵ آوریل ۱۹۴۱ میلادی، برابر با ‎۲۶ فروردین ۱۳۲۰، ساعت ۱۹:۰۹:۵۷ به زمان یوتی‌سی در مکزیک ، منطقه میچوآکان رخ داد. ژرفای این زلزله ۳۵ کیلومتر بود. بزرگی آن ۷٫۶ در مقیاس Mw و بیشینهٔ شدت آن در مقیاس مرکالی X اعلام شده‌است. زمین‌لرزه به وقت محلی در روز سه‌شنبه، ساعت ۱۳ روی داده و منطقه زمانی آن یوتی‌سی -۶ بوده‌است (با لحاظ تغییر ساعت تابستانی).
سازمان زمین‌شناسی آمریکا نیز جای این زمین‌لرزه را در مختصات ۱۸°۵۴′شمالی ۱۰۲°۵۴′غربی / ۱۸٫۹°شمالی ۱۰۲٫۹°غربی و بزرگی آنرا برابر با ۷٫۹ در مقیاس ریشتر اعلام کرده‌است. ژرفای گزارش شده از سوی این سازمان ۶۰ کیلومتر می‌باشد.
شمار کشتگان زلزله حدود ۹۰ نفر بوده‌است.